# 함양 동호정
함양 동호정(咸陽 東湖亭)은 대한민국 경상남도 함양군 서하면 황산리에 있는 정자 건축물이다. 2005년 10월 13일 경상남도의 문화재자료 제381호로 지정되었다.

## 개요
임진왜란 때 선조의 의주몽진을 도와 공을 세운 동호 장만리를 기리기 위하여 그의 9대손으로 가선대부오위장을 지낸 장재헌 등이 중심이 되어 1895년 건립한 정자이며 1936년에 중수가 있었다.
동호정은 함양군 안의면에서 26번 국도를 따라 전주방향으로 7km 정도의 거리에 국도와 연접하여 위치하고 있다. 동호정은 남강천 담소중의 하나인 옥녀담에 있으며 화림동 계곡의 정자 중 가장 크고 화려하다.
강 가운데에는 노래 부르는 장소(영가대), 악기를 연주하는 곳(금적암), 술을 마시며 즐기던 곳(차일암)을 포함하며, 차일암이라고 불리는 수백평의 널찍한 암반이 있어 이 곳이 풍류를 즐기던 곳임을 알 수 있다.
동호정은 정면 3칸, 측면 2칸 규모로 세워진 단동의 중층 누각건물이다. 내부에는 배면의 중앙칸을 막아 구성한 판벽이 남아 있는데, 거연정과 마찬가지로 방을 들였던 것으로 보인다. 정면의 좌측으로 통나무를 깎아 만든 계단을 두어 누로 오르게 하였고, 4면 모두 기둥의 바깥쪽으로 약 30cm 정도를 연장하여 계자난간을 둘렀다. 마루는 장마루가 깔려 있는데, 이것도 원래는 우물마루였으나 후에 변형된 것으로 현재 함양군에서 원형복구를 추진 중에 있다.
천연의 평탄한 암반위에 조성하여 초석은 쓰지 않았고, 기둥은 모두 원주를 사용하였는데 누하주는 직경이 큰 재목을 틀어지거나 울퉁불퉁한 채로 대강 다듬어 사용하였다. 마루위의 기둥은 하부에 4각형으로 모를 줄인 초석형태의 부재를 사용하였다. 4면의 추녀 끝부분에는 활주를 세워 건물의 안정감을 높혔고 기둥위에는 2익공계의 공포로 장식을 하였으며 창방과 처마도리 장혀 사이에는 원형의 화반을 끼워 장식하였다.
가구는 5량 구조로 대들보위에 동자주를 세워 종보를 받도록 하였고 종보위는 반자를 설치하여 격을 높였다. 종보의 보아지는 초각하여 익공을 꾸미고 종보에는 봉두를 달아 촛가지 위에 올렸다. 종보를 익공으로 장식하는 것은 흔치 않은 경우로 정자를 화려하게 꾸미고자 한 노력을 볼 수 있다. 좌, 우측면에서는 충량을 대들보위에 얹었는데 충량의 머리부분에는 용두를 초각하였고 가구에는 모두 단청을 올렸다. 겹처마에 팔작지붕형식이다.

## 지정 사유
하천내의 자연암반 위에 조성된 정자 건물로 주변의 경관과 잘 어울리고 건물자체도 입면의 비례가 적절하여 학술적 가치가 충분하며 보존상태도 양호하므로 문화재자료로 지정한다.

## 참고 문헌
- 함양 동호정 - 국가유산청 국가유산포털